# Moulde
La Moulde est une rivière du sud-ouest de la France et un affluent gauche de la Charente. Elle arrose le département de la Charente (région Nouvelle-Aquitaine).

## Géographie

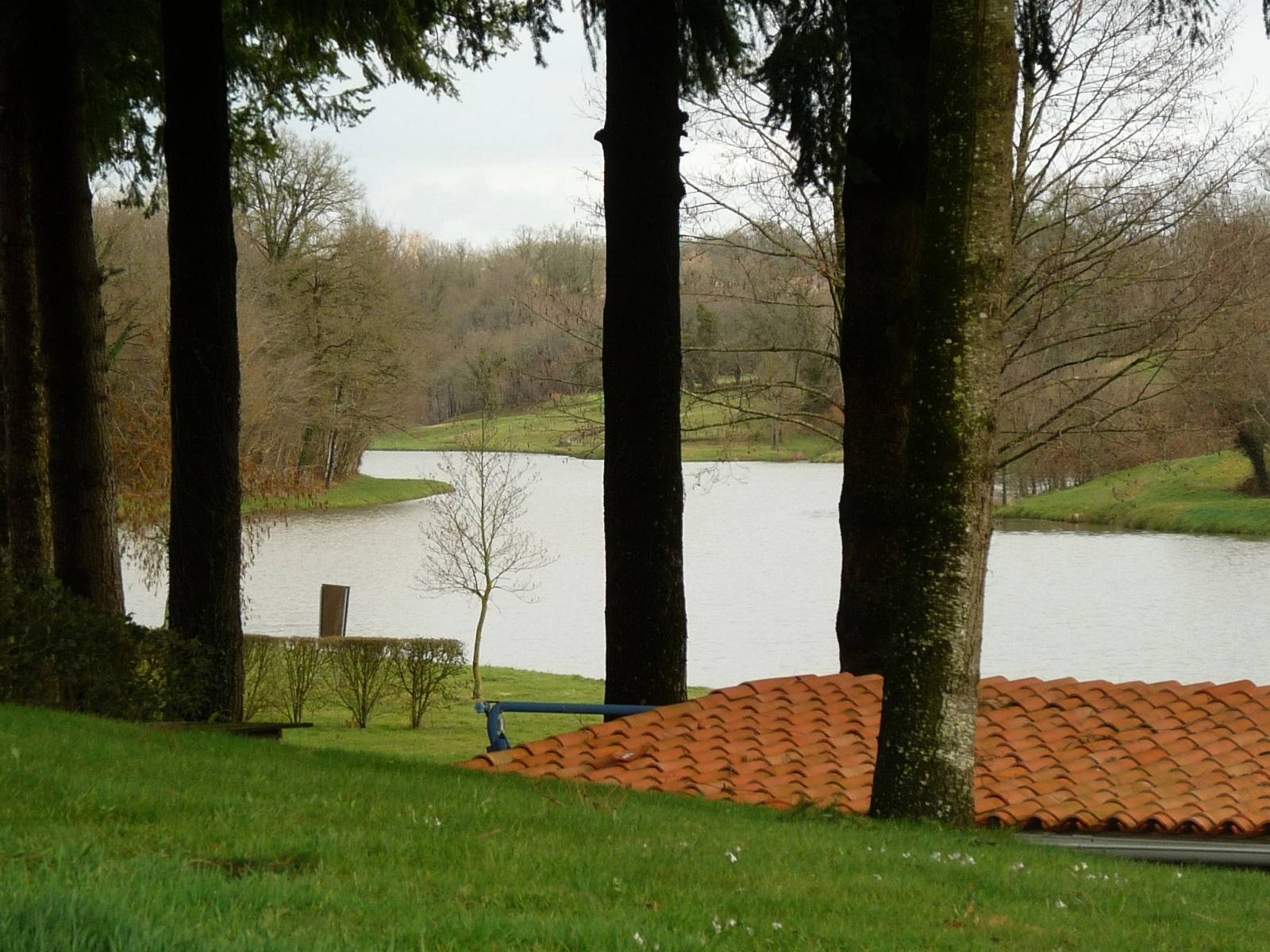
La Moulde, partie supérieure du lac du Mas Chaban, à l'est de Massignac

La Moulde est une rivière longue de 18,1 km affluent de la Charente, barrée par le barrage du Mas Chaban ce qui donne une retenue d'eau de 176 ha : le lac du Mas Chaban, qui remonte jusqu'au pied de Massignac.

## Communes et cantons traversés
La Moulde prend sa source dans la commune du Lindois, traverse Massignac et Lésignac-Durand pour confluer sur la commune de Suris.
Soit en termes de canton, la Moulde prend sa source dans le canton de Montembœuf et conflue dans le canton de Chabanais.

### Principaux affluents
La Moulde a pour affluents :
- le ruisseau du Cluzeau de 3,3 km, source sur Sauvagnac, conflue sur Massignac[2] et
- le ruisseau du Mas de Lépi de 3,2 km, source sur Verneuil, traverse Massignac, conflue sur Lésignac-Durand[3] sur sa rive droite,
- le Turlut de 4,6 km source sur Mouzon, traverse Massignac, conflue sur Lésignac-Durand[4] et
- le Petit Pont de 3,4 km, source sur Mouzon, conflue sur Lésignac-Durand[5] sur le lac du Mas-Chaban.

## Hydrologie
La retenue d'eau du Mas-Chaban de 14,2 Mm3 est utilisée au maintien de l'étiage de la Charente à au minimum 3 m3/s à Vindelle.

## Villages traversés
- Massignac